# Iegor Tchinakhov
Iegor Vitalievitch Tchinakhov - en russe : Егор Витальевич Чинахов et en anglais : Yegor Chinakhov - (né le 1er février 2001 à Omsk dans l'oblast d'Omsk) est un joueur professionnel russe de hockey sur glace. Il évolue au poste d'attaquant. Son père Vitali a joué en professionnel.

## Biographie

### Carrière en club
Formé à l'Avangard Omsk, il commence sa carrière junior dans la MHL lors de la saison 2017-2018. En 2019-2020, il dispute ses deux premiers matchs en senior avec l'Ijstal Ijevsk dans la VHL, le deuxième échelon russe. Le 3 septembre 2020, il joue son premier match dans la KHL avec l'Avangard face au Sibir Novossibirsk. Le 25 septembre 2020, il marque son premier but dans la KHL face au HC Red Star Kunlun. Il est choisi au premier tour, en vingt-et-unième position par les Blue Jackets de Columbus lors du repêchage d'entrée dans la LNH 2020. Le 19 octobre 2021, il joue son premier match dans la Ligue nationale de hockey avec les Blue Jackets face aux Red Wings de Détroit. Le 6 novembre 2021, il enregistre ses deux premières assistances face à l'Avalanche du Colorado. Il marque son premier but dans la LNH face aux Red Wings de Détroit le 15 novembre 2021.

### Carrière internationale
Il représente la Russie au niveau international. Il prend part aux sélections jeunes.

## Statistiques

### En club
| Saison     | Équipe                   | Ligue      |     | Saison régulière | Saison régulière | Saison régulière | Saison régulière | Saison régulière |   | Séries éliminatoires | Séries éliminatoires | Séries éliminatoires | Séries éliminatoires | Séries éliminatoires |
| Saison     | Équipe                   | Ligue      | PJ  | B                | A                | Pts              | Pun              | PJ               | B | A                    | Pts                  | Pun                  |                      |                      |
| 2017-2018  | Omskie Iastreby          | MHL        | 4   | 1                | 4                | 5                | 2                | -                | - | -                    | -                    | -                    |                      |                      |
| 2018-2019  | Omskie Iastreby          | MHL        | 37  | 8                | 8                | 16               | 4                | 7                | 1 | 1                    | 2                    | 27                   |                      |                      |
| 2019-2020  | Omskie Iastreby          | MHL        | 56  | 27               | 42               | 69               | 16               | 4                | 1 | 0                    | 1                    | 2                    |                      |                      |
| 2019-2020  | Ijstal Ijevsk            | VHL        | 2   | 2                | 1                | 3                | 0                | -                | - | -                    | -                    | -                    |                      |                      |
| 2020-2021  | Avangard Omsk            | KHL        | 32  | 10               | 7                | 17               | 6                | 21               | 5 | 2                    | 7                    | 24                   |                      |                      |
| 2021-2022  | Monsters de Cleveland    | LAH        | 1   | 1                | 0                | 1                | 0                | -                | - | -                    | -                    | -                    |                      |                      |
| 2021-2022  | Blue Jackets de Columbus | LNH        | 62  | 7                | 7                | 14               | 16               | -                | - | -                    | -                    | -                    |                      |                      |
| 2022-2023  | Monsters de Cleveland    | LAH        | 7   | 3                | 5                | 8                | 0                | -                | - | -                    | -                    | -                    |                      |                      |
| 2022-2023  | Blue Jackets de Columbus | LNH        | 30  | 4                | 9                | 13               | 10               | -                | - | -                    | -                    | -                    |                      |                      |
| 2023-2024  | Monsters de Cleveland    | LAH        | 3   | 3                | 1                | 4                | 2                | -                | - | -                    | -                    | -                    |                      |                      |
| 2023-2024  | Blue Jackets de Columbus | LNH        | 53  | 16               | 13               | 29               | 6                | -                | - | -                    | -                    | -                    |                      |                      |
| Totaux LNH | Totaux LNH               | Totaux LNH | 145 | 27               | 29               | 56               | 32               | -                | - | -                    | -                    | -                    |                      |                      |

### En équipe nationale
| Année | Compétition                          |   | PJ | B | A | Pts | Pun | +/-               |  | Résultat |
| 2019  | Championnat du monde moins de 18 ans | 7 | 2  | 1 | 3 | 4   | 0   | Médaille d'argent |  |          |
| 2021  | Championnat du monde junior          | 5 | 1  | 0 | 1 | 0   | -2  | 4e place          |  |          |